# Барбара Португальская
Барбара Браганса (полное имя Мария Магдалена Барбара Хавьер Леонор Тереза Антония Жозефа де Браганса; порт. María Magdalena Bárbara Xavier Leonor Teresa Antonia Josefa de Braganza; 4 декабря 1711, Лиссабон — 27 августа 1758, Аранхуэс) — португальская инфанта, вышедшая замуж за наследника испанского трона — будущего Фердинанда VI.

## Биография

### Жизнь в Португалии
Барбара была старшим ребенком короля Португалии Жуана V и его жены, эрцгерцогини Марии Анны Австрийской, дочери императора Леопольда I. Она была двоюродной сестрой будущей императрицы Марии Терезии и Марии Жозефы Австрийской. Свадьба её родителей состоялась в 1708 году и около трех лет королева не могла зачать ребёнка. Тогда король дал обет построить дворец во славу Божию, в случае рождения наследника престола. В декабре 1711 года родилась первая дочь королевской четы и был заложен дворец Мафра.
Новорожденная принцесса оставалась престолонаследницей в течение года, пока её мать не родила сына. В период, когда Барбара считалась наследницей, она носила титул принцессы Бразильской. Старший сын короля, Педру, умер в возрасте 2 лет, но ещё при его жизни на свет появился второй сын, Жозе, поэтому Барбара больше никогда не считалась наследницей престола, хотя была второй в очереди на корону большую часть своей жизни.
При крещении принцесса получила имя Мария Магдалена Барбара Хавьер Леонор Тереза Антония Жозефа в честь множества святых и родственников, но чаще всего её имя сокращали до Барбара или Мария Барбара (в честь святой Барбары, чьё имя почитается в день рождения принцессы), имя, доселе не использовавшееся в португальской королевской семье.
Барбара получила прекрасное образование, имела талант к музыке. В возрасте 9-14 лет брала уроки игры на клавесине у известного композитора Доменико Скарлатти.

### Жизнь в Испании
Португальские придворные прочили инфанту в жёны Людовику XV. Однако в 1729 году восемнадцатилетняя принцесса была выдана замуж за шестнадцатилетнего наследника испанского трона Фердинанда. Её брат, Жозе женился на сводной сестре её мужа Марианне Виктории Испанской, отвергнутой ранее Людовиком XV.
Доменико Скарлатти последовал за инфантой в Мадрид и продолжал писать музыку в её честь уже при испанском дворе. Во времена правления её мужа королева Барбара устраивала пышные празднества и великолепные концерты во дворце Аранхуэс, ставшем её любимой резиденцией.
Хотя Барбара никогда не считалась красавицей, её скромный образ с первого взгляда покорил будущего мужа, который оставался глубоко привязанным к жене до последнего дня. Большую часть жизни Барбара страдала астмой. Стройная и изящная в юности, в зрелом возрасте королева набрала избыточный вес.
Умерла Барбара в своём любимом дворце Аранхуэс 27 августа 1758 года. Смерть королевы стала сильным ударом для Фердинанда, который так и не оправился от потери супруги; он скончался в следующем году.

## Официальные титулы
- 4 декабря 1711 — 19 октября 1712 Её Королевское Высочество Принцесса Бразильская
- 19 октября 1712 — 20 января 1729 Её Королевское Высочество Инфанта Донна Барбара Португальская
- 20 января 1729 — 9 июля 1746 Её Королевское Высочество Принцесса Астурийская
- 9 июля 1746 — 27 августа 1758 Её Величество Королева Испании